# Strafgefängnis Frankfurt-Preungesheim
Das Strafgefängnis Frankfurt-Preungesheim ist eine ehemalige Haftanstalt im Frankfurter Stadtteil Preungesheim. Es wurde 1888 errichtet als Gefängnis für Männer. In der Zeit des Nationalsozialismus diente es auch als Hinrichtungsstätte. Nach dem Zweiten Weltkrieg war es zunächst ein Militärgefängnis. 1955 wurde es zum Frauengefängnis umgewidmet. Das historische Gebäude ist heute Teil der Justizvollzugsanstalt Frankfurt am Main III.

## Geschichte

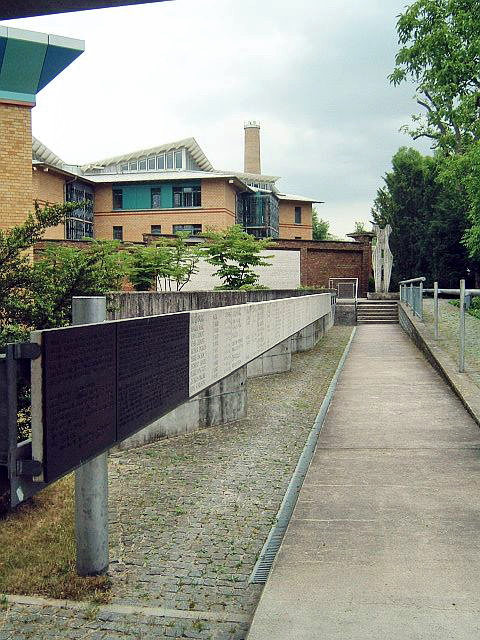
Gedenktafel für die Opfer des Nationalsozialismus

Das Strafgefängnis Preungesheim war geplant als Entlastungsmaßnahme für die überfüllten Haftanstalten im Stadtbezirk. Mit den Planungen wurde im Jahr 1881 begonnen unter Führung des Leiters des Gefängnisses Kassel, Carl Krohne. Das Gebäude wurde konzipiert für Einzelhaft, bestehend aus 3 viergeschossigen Zellenflügeln für Männer und einem Verwaltungsflügel in sternförmiger Ausrichtung, sowie einem separaten Block für Frauen. Die Planbelegung war festgelegt auf 416 Männer und 85 Frauen mit Haftstrafen von über 3 Monaten. Die Vollstreckung von Todesurteilen war bereits in der Zeit des Deutschen Kaiserreichs vorgesehen.
Im Dritten Reich wurde Preungesheim zunächst von der Gestapo mitbenutzt als Ausweichmöglichkeit für das Polizeigefängnis. Nicht nur Deutsche, auch Ausländer waren in Preungesheim inhaftiert, so. z. B. von Kriegsgerichten in Frankreich Verurteilte. Zusätzlich zu den regulären Strafgefangenen und Opfern der Willkürjustiz der Nazis kam es so zu einer steigenden Überbelegung. Im Laufe des Krieges diente es als eine der zentralen Hinrichtungsstätten (Vollstreckungsbereich VII). Es wird von insgesamt bis zu 500 Hinrichtungen ausgegangen. Häftlinge wurden in der Zeit auch als Arbeitskräfte für die Rüstungsindustrie eingesetzt. Im Lazarett der Anstalt wurden u. a. auch Zwangssterilisationen vorgenommen.
Am 21. März 1945 wurde das Gefängnis zunächst geräumt und die verbliebenen Gefangenen wurden nach Bamberg verlegt.
Nach Ende des Zweiten Weltkriegs bis 1953 war das Gefängnis unter US-Verwaltung und wurde als Militärgefängnis genutzt. Nach Umbau wurde es als zentrales Frauengefängnis für Hessen wiedereröffnet. In den Folgejahren wurde die Anlage um 12 Gebäude erweitert unter dem Dach der Justizvollzugsanstalt Frankfurt am Main III.
Heute erinnert ein Mahnmal an die Opfer der NS-Herrschaft, die in Preungesheim einsaßen und dort umgekommen sind. Eine Betontafel trägt ein Zitat von Ricarda Huch:

„Ihr die das Leben gabt für des Volkes Freiheit und Ehre
Nicht erhob sich das Volk Euch Freiheit und Leben zu retten.
Wir aber wollen Male richten Euch zum Gedächtnis.
Dort Ihr Glorreichen wollen wir Euer gedenken und schwören
Tapfer wie Ihr zu sein dem Recht und der Freiheit zu dienen
Niemals treulos und feige den Gott in der Brust zu verleugnen
Der uns zu lieben treibt und im Kampf mit dem Bösen zu sterben.“

## Insassen

### Inhaftiert
- Adam Rössner (* 1867 in Hünfeld; † 1942 ebenda), katholischer Widerstandskämpfer 1942 wegen Verstoß gegen das Heimtückegesetz
- Albert Tauchau (* 1862 in Hamburg), 1939 inhaftiert wegen angeblicher Urkundenfälschung. Verstarb am 20. Juli 1939 in der Haft.[11]
- Moritz Mayer (* 1864 in Laumersheim), Justizrat und Rechtsanwalt. 1940 inhaftiert wegen Untreue und Unterschlagung.
- Johann Hardt (* 1902), Sozialdemokrat. 1942 inhaftiert.[12]

### Hingerichtet

#### 1904
- 12. November 1904: Bruno Groß (* 1876) und Fritz Stafforst (* 1879) wurden am 15. Mai 1904 wegen gemeinschaftlich begangenen Raubmordes an dem Klavierhändler Lichtenstein vom Schwurgericht Frankfurt zum Tode verurteilt und am 12. November 1904 durch das Fallbeil hingerichtet.[13]

#### 1914
- 23. März 1914: Karl Hopf, Kaufmann und Fechtlehrer (* 26. März 1863 in Frankfurt am Main) vom Schwurgericht Frankfurt am 17. Januar 1914 wegen mehrfachen Mordes und mehrfachen Mordversuches zum Tode verurteilt und durch das Fallbeil hingerichtet[14]

#### 1942
- 5. Februar 1942: Louwe Smilde (* 23. August 1923 in Muntendam), Niederländer
- 28. Februar 1942: Martin Rost (* 1919)
- 3. Juli 1942: Heinrich Maas (* 27. August 1903), Dreher, Kommunist, Mitarbeiter der Frankfurter Maschinenbau AG, als Leiter einer Gruppe ehemaliger Sozialdemokraten und Kommunisten in seinem Betrieb, die ausländische Radiosender und deren gegen das NS-Regime gerichtete Nachrichten weitergaben, wegen „umstürzlerischer Mundpropaganda“ verhaftet, wegen Vorbereitung zum Hochverrat zum Tode verurteilt
- 8. Juli 1942: August Halicki (* 1915), polnischer Zwangsarbeiter, vom Sondergericht Darmstadt wegen Flucht aus einem Straflager und zweier Verbrechen bei Fliegergefahr in Verbindung mit schwerem Diebstahl auf Grund der Polenstrafrechtsverordnung zum Tode verurteilt
- 28. Juli 1942: Johann Bamberger (* 1919)
- 19. August 1942: Karl Göttig (* 13. August 1914 in Kleinwerden), Kommunist, verhaftet, nachdem er im Klosett des Finanzamts in Nordshausen auf ein Pappschild geschrieben hatte: „Es lebe die kommunistische Partei Deutschlands. Hitler, das Schwein, verrecke, denn nur er allein ist Schuld am Kriege. Dieser Massenmörder“, aus diesem Grund (und wegen Abhörens ausländischer Radiosender) am 20. Mai 1942 vom Oberlandesgericht in Kassel wegen Vorbereitung zum Hochverrat und Rundfunkverbrechens zum Tode verurteilt
- 28. August 1942: Andreas Hoevel (* 24. Februar 1900 in Pallien), wegen antinazistischer Betätigung (Verbreitung von ausländischen Rundfunkmeldungen) am 30. November 1941 in Koblenz verhaftet, am 26. Juni 1942 vom Oberlandesgericht Kassel wegen Vorbereitung zum Hochverrats und Rundfunkverbrechen zum Tode verurteilt
- 28. August 1942: Anneliese Hoevel (* 3. Oktober 1898 in Köln), am 30. November 1941 in Koblenz verhaftet, am 26. Juni 1942 vom Oberlandesgericht Kassel wegen Vorbereitung zum Hochverrats und Rundfunkverbrechen zum Tode verurteilt
- 17. September 1942: Anton Breitinger (* 19. Juni 1898), Lackierer, Kommunist, wegen antinazistischer Betätigung verhaftet, vom Volksgerichtshof am 24. Juni 1942 zum Tode verurteilt
- 17. September 1942: Edmund Germann, Kommunist, im Sommer 1941 wegen antinazistischer Betätigung verhaftet, vom Volksgerichtshof am 24. Juni 1942 wegen Hochverrat zum Tode verurteilt
- 17. September 1942: Otto Häuslein (* 3. Januar 1911), Installateur, Kommunist, im Sommer 1941 wegen antinazistischer Betätigung verhaftet, wegen Vorbereitung zum Hochverrat und Wehrkraftzersetzung angeklagt und am 26. Juni 1942 vom Volksgerichtshof zum Tode verurteilt
- 17. September 1942: Wilhelm Hugo (* 18. Juli 1906), Postfacharbeiter, Kommunist, wegen antinazistischer Betätigung im Sommer 1941 verhaftet, vom Volksgerichtshof am 24. Juni 1942 wegen Hochverrat zum Tode verurteilt
- 17. September 1942: Wilhelm Klöppinger (* 8. Oktober 1910 in Pfungstadt), Postfacharbeiter aus Wiesbaden, Kommunist, zur Arbeit in einem Frankfurter Postamt dienstverpflichtet, im Sommer 1941 wegen Betätigung im kommunistischen Untergrund verhaftet, vom 2. Senat des Volksgerichtshof am 25. Juni 1942 zum Tode verurteilt
- 17. September 1942: Julius Nees (* 28. September 1898 in Pfaffenwiesbach), Kommunist, im Sommer 1941 wegen antinazistischer Betätigung verhaftet, vom Volksgerichtshof am 24. Juni 1942 wegen Hochverrat zum Tode verurteilt

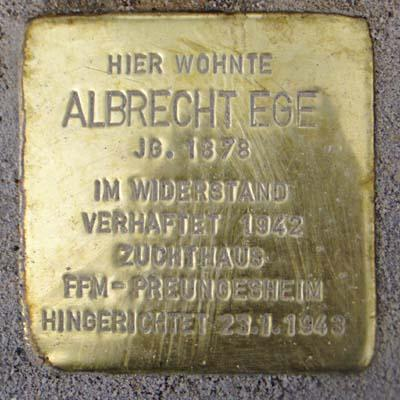
Albrecht Ege, hingerichtet am 23. Januar 1943

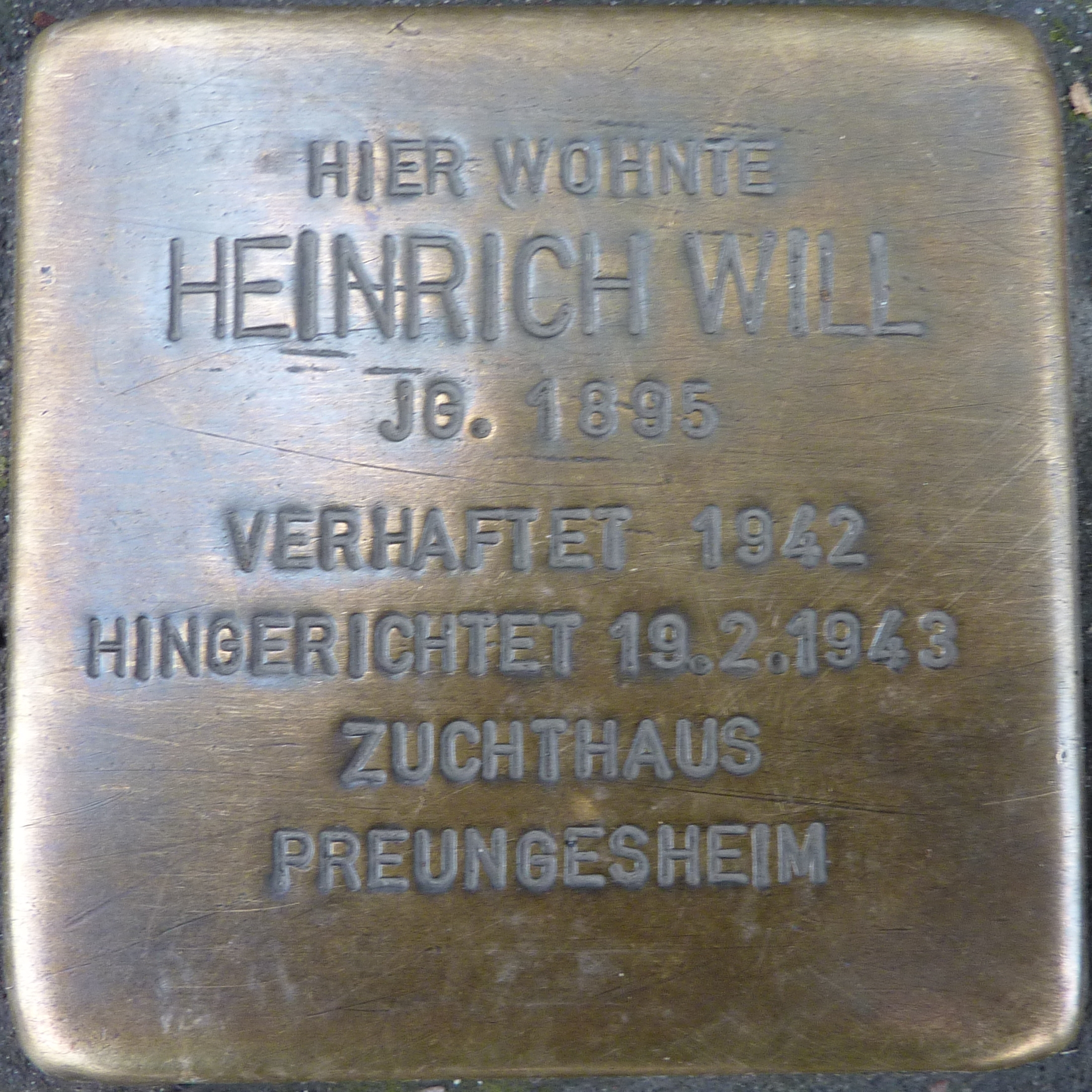
Heinrich Will, hingerichtet am 19. Februar 1943

#### 1943
- 7. Januar 1943: Marceau Jumeau (* 1909), Franzose
- 11. Januar 1943: Mieczyklaw Nowak (* 1919), Pole
- 10. Februar 1943: Josef Klobas (* 1913), tschechischer Bürger
- 10. Februar 1943: Josef Krska (* 15. Februar 1904 in Brno-Husovice), tschechischer Bürger
- 10. Februar 1943: Frantisek Rysanek (* 1899), tschechischer Bürger
- 11. Januar 1943: Philipp Theodor Auerbach (* 25. März 1904 in Wiesbaden), kaufmännischer Angestellter, Kommunist, wegen seiner politischen Einstellung denunziert, am 20. August 1942 verhaftet, am 24. November 1942 vom Oberlandesgericht Kassel wegen Vorbereitung zum Hochverrat zum Tode verurteilt und im Gefängnis Frankfurt-Preungesheim mit dem Fallbeil hingerichtet (20.10 Uhr)
- 10. Februar 1943: Jan Martinek (* 1901), tschechischer Bürger
- 23. Januar 1943: Albrecht Ege (* 31. Januar 1878 in Frankfurt am Main), Zimmermann, zum Tode verurteilt
- 10. Februar 1943: Josef Benes (* 3. Februar 1906 in Olomouc-Hejcin), tschechischer Bürger, zum Tode verurteilt
- 10. Februar 1943: Josef Psikal (* 1902), tschechischer Bürger
- 10. Februar 1943: Antonin Strand (* 1907), tschechischer Bürger
- 19. Februar 1943: Otokar Doukounil (* 21. Januar 1895 in Warschau), tschechischer Bürger
- 19. Februar 1943: Josef Pomp (* 25. Oktober 1898 in Troppau), tschechischer Bürger
- 19. Februar 1943: Milan Matuska (* 6. Oktober 1898 in Blanz), tschechischer Bürger
- 19. Februar 1943: Heinrich Will (* 27. August 1895 in Treis/Lumda), Maler, am 6. Februar 1942 wegen der Teilnahme an regimekritischen Gesprächen und des gemeinschaftlichen Abhörens ausländischer Radiosendungen verhaftet, am 21. Juli 1942 vom Volksgerichtshof in Darmstadt wegen Vorbereitung zum Landesverrat und Abhörens von Feindsendern zum Tode verurteilt und in der Strafanstalt Frankfurt-Preungesheim durch das Fallbeil hingerichtet.
- 19. Februar 1943: Jaroslaw Golda (* 1893), tschechischer Bürger
- 3. März 1943: Vladislaw Podsenik (* 1898), tschechischer Bürger
- 3. März 1943: Milos Prosek (* 8. Mai 1913 in Brno), tschechischer Bürger
- 3. März 1943: Karel Svoboda (* 1913), tschechischer Bürger
- 13. März 1943: Kasimir Kukula (* 1. September 1906 in Papianice), vom Sondergericht für den Oberlandesgerichtsbezirk Kassel am 10. Februar 1943 wegen Vergehens gegen die Polenstrafrechtsverordnung zum Tode verurteilt
- 18. März 1943: Jan Bezdek (* 1907), tschechischer Bürger, wegen Betätigung im Widerstand gegen die deutsche Besatzung 1940 verhaftet, am 22. Oktober 1942 zum Tode verurteilt
- 18. März 1943: Wenzel Cerny (* 1902), tschechischer Bürger, wegen Betätigung im Widerstand gegen die deutsche Besatzung 1940 verhaftet, am 22. Oktober 1942 zum Tode verurteilt
- 18. März 1943: Vratislav Ladislav Elsner (* 16. Juni 1917), tschechischer Bürger, wegen Betätigung im Widerstand gegen die deutsche Besatzung 1940 verhaftet, am 22. Oktober 1942 zum Tode verurteilt
- 18. März 1943: Oldrich Fictum (* 3. Juli 1907), tschechischer Bürger, wegen Betätigung im Widerstand gegen die deutsche Besatzung 1940 verhaftet, am 22. Oktober 1942 zum Tode verurteilt
- 18. März 1943: Zdenek Koznarek (* 7. Dezember 1910), tschechischer Bürger, wegen Betätigung im Widerstand gegen die deutsche Besatzung 1940 verhaftet, am 22. Oktober 1942 zum Tode verurteilt
- 18. März 1943: Stanislav Prybil (* 1907), tschechischer Bürger, wegen Betätigung im Widerstand gegen die deutsche Besatzung 1940 verhaftet, am 22. Oktober 1942 zum Tode verurteilt
- 18. März 1943: Anton Smutny (* 1898), tschechischer Bürger, zum Tode verurteilt
- 18. März 1943: Rudolf Vlk (* 17. Februar 1908)
- 18. März 1943: Oldřich Wilka, (* 22. Januar 1899 in Brno), tschechischer Bürger
- 7. April 1943: Friedrich Haring (* 20. Juli 1917 in Kohlberg bei Arnsfeld), Sohn einer deutschen Bauerntochter und eines russischen Kriegsgefangenen des Ersten Weltkriegs, meldete sich 1939 zur Wehrmacht, kam 1940 zur Waffen-SS, wurde, nachdem er sich, nachdem er von seiner Versetzung zur Ostfront erfahren hatte, absichtlich in die Hand schoss, da er nicht gegen seine russischen Landsleute kämpfen wollte, verhaftet und vom Kriegsgericht in Frankfurt wegen Selbstverstümmelung zum Tode verurteilt
- 4. Mai 1943: Jan Chury (* 1910), tschechischer Bürger
- 4. Mai 1943: Eugen Hajek (* 1913), tschechischer Bürger
- 4. Mai 1943: Jan Tomasek (* 1890), tschechischer Bürger
- 4. Juni 1943: Robert Sesselmann (* 1921)
- 22. Juni 1943: Josef Bohonek (* 1910), tschechischer Bürger
- 26. Juli 1943: Karl Taberski (* 1922)
- 22. August 1943: Valentina Archipowa (1918–1943)
- 25. August 1943: Ernst Emil Offhaus (* 23. August 1891), Stellenleiter beim Ernährungsamt Frankfurt, NSDAP-Mitglied, wegen Abhörens ausländischer Radiosender und Verbreitung ihrer „feindlichen“ Nachrichten sowie wegen defätistischer Äußerungen bezüglich der Kriegslage verhaftet, am 3. Juli 1943 vom Oberlandesgericht Kassel wegen Wehrkraftzersetzung zum Tode verurteilt und im Gefängnis Frankfurt-Preungesheim mit dem Fallbeil hingerichtet.

#### 1944
- 1944: Georg Holz, wegen des Abhörens ausländischer Radiosendungen und der Verbreitung ihrer Meldungen verhaftet, vom Volksgerichtshof wegen Wehrkraftzersetzung und Feindbegünstigung zum Tode verurteilt
- 1944: Philipp Mann, wegen des Abhörens ausländischer Radiosendungen und der Verbreitung ihrer Meldungen verhaftet, vom Volksgerichtshof wegen Wehrkraftzersetzung und Feindbegünstigung zum Tode verurteilt
- 8. März 1944: Helmut Böhmer (* 1915), tschechischer Bürger
- 28. März 1944: Heinrich Dolde, Angestellter im zahntechnischen Labor der Firma Schwerzmann in Frankfurt, am 31. Mai 1943 verhaftet, nachdem er sich wiederholt regimekritisch geäußert hatte, den Hitlergruß verweigert und die Wehrmachtsberichte als Schwindel bezeichnet sowie angeblich gegenüber französischen Kriegsgefangenen prosowjetische Propaganda betrieben hatte, vom Oberlandesgericht am 11. Februar 1944 zum Tode verurteilt
- 21. Mai 1944: Rudolf Malter (* 1896)
- 23. Mai 1944: Fernand Fandel (* 4. Dezember 1924), Luxemburger
- 23. Mai 1944: Denis Stoffel (* 14. Juni 1921), Luxemburger
- 23. Mai 1944: Johannes Volz (* 1912), wegen des Abhörens ausländischer Radiosender denunziert, verhaftet, wegen Wehrkraftzersetzung zum Tode verurteilt
- 23. Mai 1944: Francois Wehr (* 30. März 1923), Luxemburger
- 30. Mai 1944: Pierre Jungblut (* 1923), Luxemburger
- 6. Juni 1944: Heinrich Wilhelm Schäfer (* 2. Januar 1902), Elektriker und Heizer, wegen der Äußerung, dass Deutschland den Zweiten Weltkrieg nicht gewinnen würde, am 30. September 1943 verhaftet, am 27. April 1944 wegen Hochverrat und Wehrkraftzersetzung zum Tode verurteilt
- 29. August 1944: Paul Kroll (* 1884), Kommunist, wegen gegen das NS-Regime gerichteter Äußerungen, die er im Sommer 1943 in einem Kurheim in Bad Pyrmont gegenüber zwei Angestellten fallen ließ (er erklärte Deutschland werde den Krieg verlieren, den Kapitalisten, beginnend mit Hitler und Mussolini werde bald der Kopf abgeschnitten und einer Angestellten empfohlen ihrem Vater an der Front einen Brief zu schreiben, er solle desertieren), am 7. Juli 1944 vom Oberlandesgericht wegen Vorbereitung zum Hochverrat und Wehrkraftzersetzung zum Tode verurteilt
- 11. Juli 1944: Marcel Bour (* 1923), Luxemburger, zum Tode verurteilt
- 11. Juli 1944: Pierre Eischen (* 18. Juni 1923), Luxemburger
- 11. Juli 1944: Arthur Rauth (* 1920), Luxemburger
- 11. Juli 1944: Jean Schroeder (* 1921), Luxemburger
- 29. August 1944: Georges Michel (* 1925), Luxemburger
- 26. September 1944: Max Mährlein (* 1896), Arbeiter am Rangierbahnhof in Würzburg, aufgrund kriegskritischer Äußerungen verhaftet, wegen Wehrkraftzersetzung zum Tode verurteilt
- 27. Oktober 1944: Hermann Düllgen (* 26. Dezember 1899 in Düsseldorf), Bauarbeiter, Kommunist, ehemaliger Stadtverordneter in Neuss, als KZ-Häftling im KZ-Kalkum wegen des Verfassens eines antinazistischen Flugblattes (Von Stalingrad nach Kiew) vor dem Gericht Darmstadt angeklagt, wegen Vorbereitung zum Hochverrat, Wehrkraftzersetzung und Feindbegünstigung zum Tode verurteilt
- 27. Oktober 1944: Georg Fröba (* 27. November 1896 in Bayreuth), Schneider, Kommunist, wegen antinazistischer Betätigung 1943 verhaftet, am 6. September 1944 vom 2. Senat des Volksgerichtshofs wegen Vorbereitung zum Hochverrat und Feindbegünstigung zum Tode verurteilt[15]
- 27. Oktober 1944: Karl Kemptner (* 2. August 1898), Maschinist beim Großkraftwerk Mannheim, Sozialdemokrat, am 28. März 1944 wegen kriegskritischer Reden verhaftet, im September 1944 vom Volksgerichtshof wegen Vorbereitung zum Hochverrat und Wehrkraftzersetzung zum Tode verurteilt
- 21. November 1944: Willi Schütte (* 1895), am 14. Dezember 1942 zum Tode verurteilt
- 22. November 1944: Ernst Schmidtseifer (* 1918), am 7. Oktober 1944 zum Tode verurteilt
- 12. Dezember 1944: Raymond Dombret (* 1889), Werkmeister, Belgier, NSDAP-Mitglied, Ortsgruppenschulungsleiter, mit der Aufgabe betraut, im Angesicht des alliierten Vormarsches im Herbst 1944 Milchvieh reichseinwärts zu treiben, am 25. September 1944 beim Diebstahl von Wertgegenständen aus dem Gepäck einer Flüchtlingsfamilie in Aachen verhaftet, am 10. Oktober 1944 vom Sondergericht Aachen in Düren wegen Plünderung zum Tode verurteilt und in Frankfurt-Preungesheim hingerichtet

#### 1945
- 30. Januar 1945: Marcel van Holder (* 1921), Autolackierer, Belgier (Flame), im Juli 1944 in Wiesbaden verhaftet, nachdem er geäußert hatte, im Falle eines amerikanischen Waffenabwurfes für die Fremdarbeiter in Deutschland als Partisan gegen diese zu kämpfen, sowie aufgrund der Verbreitung der Meldungen ausländischer Nachrichtensender, am 13. Dezember 1944 vom 3. Senat des Volksgerichtshofs wegen Wehrkraftzersetzung zum Tode verurteilt
- 6. März 1945: Jakob Nester (* 1905), Kommunist, im Juli 1944 wegen des Abhörens ausländischer Radiosender und Weiterverbreitens ihrer Meldungen verhaftet, am 13. Dezember 1944 wegen Hochverrat, Wehrkraftzersetzung und Rundfunkverbrechen zum Tode verurteilt